# وینود کومار
وینود کومار (انگلیسی: Vinod Kumar؛ زادهٔ ۱۵ اوت ۱۹۶۵) کشتی‌گیر آزادکار هندی است. وی در بازی‌های المپیک تابستانی ۱۹۸۸ در وزن ۵۷ کیلوگرم شرکت کرد.